# 영양경찰서
영양경찰서(英陽警察署, Yeongyang Police Station)는 경상북도경찰청이 관할하는 경찰서 중 하나이다. 경상북도 영양군 영양읍 영양창수로 135에 위치하고 있다.
서장은 총경으로 보한다.

## 기본 정보
- 주소: 경상북도 영양군 영양읍 영양창수로 135

## 연혁
- 1945년 10월 21일 국립경찰 창설과 함께 영양경찰서 개서
- 1971년 8월 10일 청사 신축
- 2002년 7월 10일 현 청사 신축

## 관할 파출소
영양경찰서는 5개의 파출소를 산하에 두고 있다.
| 명칭       | 사진 | 주소               | 관할구역       | 치안센터     |
| ---------- | ---- | ------------------ | -------------- | ------------ |
| 영양파출소 |      | 영양읍 동서대로 29 | 영양읍, 일월면 | 일월치안센터 |
| 입암파출소 |      | 입암면 임양로 72   | 입암면         |              |
| 석보파출소 |      | 석보면 원리길 15   | 석보면         |              |
| 수비파출소 |      | 수비면 한티로 459  | 수비면         |              |
| 청기파출소 |      | 청기면 청기1길 12  | 청기면         |              |

## 사건사고
- 2018년 7월 8일 영양파출소 소속 경찰관이 정신병력이 있는 피의자가 휘두른 칼에 찔려 순직했다.[4]

## 같이 보기
- 경상북도지방경찰청